# 16120 Burnim
16120 Burnim (1999 XV60) là một tiểu hành tinh vành đai chính được phát hiện ngày 7 tháng 12 năm 1999 bởi nhóm nghiên cứu tiểu hành tinh gần Trái Đất phòng thí nghiệm Lincoln ở Socorro.